# Somain
Somain é uma comuna francesa na região administrativa de Altos da França, no departamento de Nord. Estende-se por uma área de 12,32 km². Em 2010 a comuna tinha 12 290 habitantes (densidade: 997,6 hab./km²).